# Бадминтон на летних Олимпийских играх 1972
Соревнования по бадминтону на летних Олимпийских играх 1972 года проводились в качестве показательного вида спорта; в них приняло участие 25 спортсменов из 11 стран. В смешанном разряде допускалось участие пар, составленных из представителей разных стран.

## Медалисты

### Мужчины
| Разряд    | Золото                                     | Серебро                          | Бронза                                                                             |
| --------- | ------------------------------------------ | -------------------------------- | ---------------------------------------------------------------------------------- |
| Одиночный | Руди Хантоно · Индонезия                   | Свенд При · Дания                | Вольфганг Бочов · ФРГ · Стуре Йонсон · Швеция                                      |
| Парный    | Аде Чандра / Кристиан Хадината · Индонезия | Бан Би / Пунч Гуналан · Малайзия | Вилли Браун / Роланд Майвалд · ФРГ · Эллиот Стюарт / Дерек Тэлбот · Великобритания |

### Женщины
| Разряд        | Золото                                        | Серебро                         | Бронза                                                                             |
| ------------- | --------------------------------------------- | ------------------------------- | ---------------------------------------------------------------------------------- |
| Одиночный     | Норико Накаяма · Япония                       | Утами Деви · Индонезия          | Хироя Юки · Япония · Джиллиан Гикс · Великобритания                                |
| Парный, микст | Дерек Тэлбот / Джиллиан Гикс · Великобритания | Свенд При / Улла Странд · Дания | Кристиан Хадината / Утами Деви · Индонезия · Роланд Майвалд / Бриджит Стеден · ФРГ |